# دانشگاه فنی خصوصی لوخا
دانشگاه فنی خصوصی لوخا (به اسپانیایی: Universidad Técnica Particular de Loja) یک دانشگاه در اکوادور است.